# Hake
Hake - também referido como Haki em nórdico antigo - foi um rei lendário da Terra dos Suíones por volta do século V. Não pertencia à Casa dos Inglingos, tendo pelo contrário sido um usurpador do trono de Svitjod (Terra dos Suíones) após ter morto o rei Hugleik. Está mencionado na Saga dos Inglingos (do historiador islandês Snorri Sturluson do século XIII). Na Feitos dos Danos (do historiador dinamarquês Saxão Gramático do século XIII) Hake é apresentado como rei da Dinamarca e Hugleik como rei da Irlanda.
A Saga dos Inglingos conta: Depois de ter atacado a Terra dos Suíones (Svitjod), e matado o rei Hugleik e os seus filhos, Hake tomou o poder durante três anos, enquanto os seus guerreiros faziam expedições navais de pilhagem. Dois primos de Hugleik – de nome Érico e Jorundo – juntaram um exército e atacaram Hake. No confronto militar, Hake matou Érico e pôs em fuga Jorundo, tendo ele próprio ficado ferido de morte. Nessa circunstância, Hake e os seus guerreiros mortos em combate, deitaram-se num grande barco, a que pegaram fogo e deixaram deslizar pelas águas do mar.